# Kasper Schmeichel
Kasper Peter Schmeichel (ur. 5 listopada 1986 w Kopenhadze) – duński piłkarz, występujący na pozycji bramkarza w szkockim klubie Celtic Glasgow oraz w reprezentacji Danii. Półfinalista Mistrzostw Europy 2020. Uczestnik Mistrzostw Świata 2018 i 2022 oraz Mistrzostw Europy 2024. 
Jego dziadek ze strony ojca – Antoni Schmeichel jest Polakiem, a jego ojciec Peter Schmeichel urodził się jako Polak (w 1970 roku otrzymał duńskie obywatelstwo).

## Kariera

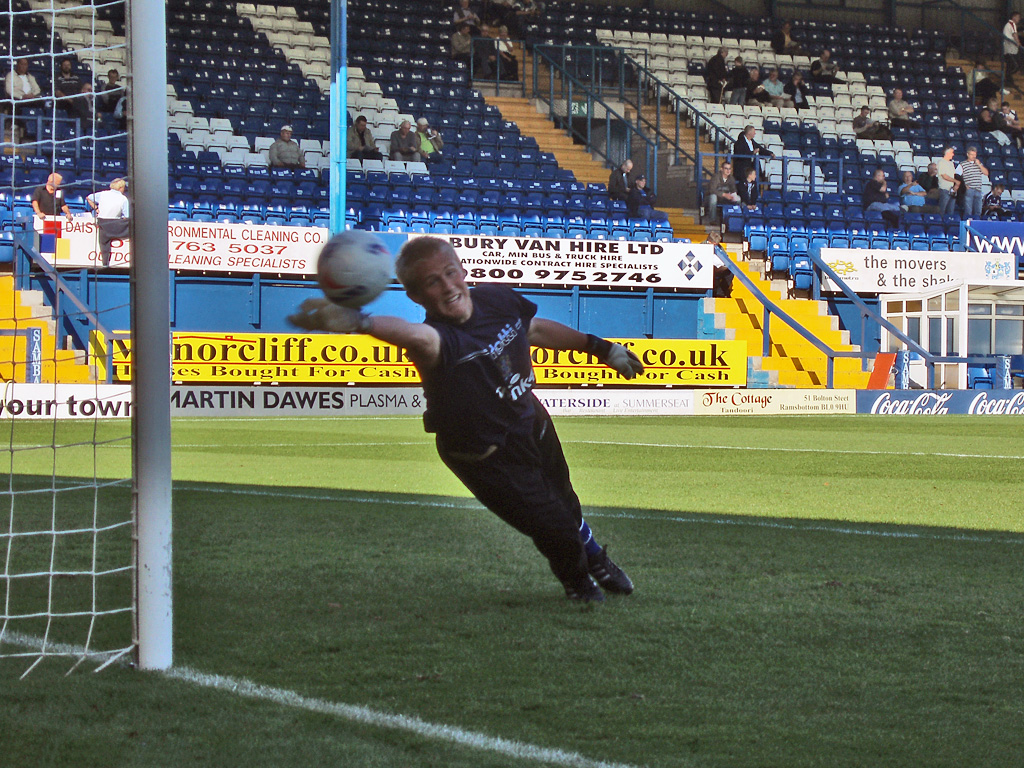
Schmeichel w 2006 roku.

Był wypożyczany z Manchesteru City do Darlington, Bury, Falkirk, Cardiff City i Coventry City.
W sierpniu 2009 został graczem Notts County. W kwietniu 2010 został wybrany do najlepszej jedenastki sezonu w League Two.
27 maja 2010 podpisał kontrakt z beniaminkiem Championship – Leeds United.

### Leicester City
W czerwcu 2011 przeszedł do występującego w Championship - Leicester City.
18 lutego 2014 rozegrał swój 122 występ w barwach Leicester na poziomie Championship. 
Po zakończeniu sezonu 2013/14 podpisał z klubem 4-letni kontrakt, obowiązujący do 2018. Wraz z klubem awansował do Premier League.
W sezonie 2015/2016 został z klubem mistrzem Premier League.

## Kariera reprezentacyjna
W 2004 pierwszy raz został powołany do reprezentacji Danii U-19. Od 2007 do 2008 roku grał w U-21 gdzie zagrał 17 spotkań. W 2013 pierwszy raz został powołany do kadry seniorów. Zadebiutował w wygranym 3-0 towarzyskim meczu z Macedonią. Został powołany na mecze eliminacyjne do Mistrzostw Świata 2014 w Brazylii. Dostał także szansę gry w meczach grupowych eliminacji do Mistrzostw Europy 2016 oraz Mistrzostw Świata 2018.
(aktualne na dzień 30 czerwca 2025)
| Reprezentacja | Rok     | Mecze | Gole |
| ------------- | ------- | ----- | ---- |
| Dania         | 2013    | 2     | 0    |
| Dania         | 2014    | 7     | 0    |
| Dania         | 2015    | 9     | 0    |
| Dania         | 2016    | 6     | 0    |
| Dania         | 2017    | 7     | 0    |
| Dania         | 2018    | 12    | 0    |
| Dania         | 2019    | 10    | 0    |
| Dania         | 2020    | 7     | 0    |
| Dania         | 2021    | 18    | 0    |
| Dania         | 2022    | 11    | 0    |
| Dania         | 2023    | 10    | 0    |
| Dania         | 2024    | 12    | 0    |
| Dania         | 2025    | 3     | 0    |
| Łącznie       | Łącznie | 114   | 0    |

## Sukcesy
- Mistrzostwo Anglii: 2015/16 z Leicester City F.C.
- Puchar Anglii: 2020/21 z Leicester City F.C.[4]